# Васисс (село)
Васи́сс (Васис) — село в Тарском районе Омской области России. Административный центр Васисского сельского поселения.
Основано в 1897 году.
Население — 360 (2010).

## Физико-географическая характеристика
Село находится в зоне южной тайги, в пределах Васюганской равнины, являющейся частью Западно-Сибирской равнины, на правом берегу реки Шиш, при впадении реки Васисс, на высоте 90 метров над уровнем моря. Рельеф местности равнинный. В окрестностях преобладают лиственные леса. Отдельные участки местности заболочены. Почвы дерново-подзолистые иллювиально-железистые и пойменные кислые. Неподалеку от села расположен Васисский припоселковый кедровник площадью 2 га.
По автомобильным дорогам расстояние до районного центра города Тара составляет 69 км, до областного центра города Омск — 370 км. К селу подъезд с твёрдым покрытием отсутствует.
Климат
Климат резко континентальный (согласно классификации климатов Кёппена — Dfc), с явно выраженными климатическими сезонами и значительными колебаниями температур в течение года. Многолетняя норма осадков — 472 мм. Наибольшее количество осадков выпадает в июле — 72 мм, наименьшее в феврале — 15 мм. Среднегодовая температура отрицательная и составляет − 0,6° С, средняя температура самого холодного месяца января − 19,9° С, самого жаркого месяца июля + 18,2° С.
Часовой пояс
Васисс, как и вся Омская область, находится в часовой зоне МСК+3. Смещение применяемого времени относительно UTC составляет +6:00.

## История
Переселенческий посёлок стал заселяться в 1897 году переселенцами из Пермской, Вятской, Витебской губерний в составе Седельниковской волости Тарского округа Тобольской губернии. Официально посёлок зарегистрирован в 1899 году.
Посёлок был расположен в 15-20 верстах от селений старожил, дороги существовали на участок. Лесонасаждения смешанной средней густоты, чистых мест почти не было. Почва суглинистая с тонким слоем лесного перегноя. Её плодородие ниже среднего. Водой обеспечен хорошо. Хотя участок заселился, но новосёлы на 3-4 года не могли ещё поставить своего хозяйства. Посёлок образован в 1899 году. Общая площадь участка 3225 десятин (удобной земли 2076 десятин, неудобной 1149 десятин). Участок был рассчитан на 131 душевую долю. Участок начал заселяться в 1897 году. Сельское общество образовано в 1899 году. Водворено 76 душ мужского пола. Оставалось свободным 55 душевые доли.
В 1899 году по журналу общего присутствия Тобольского губернского управления от 7 января № 149, разрешено образование самостоятельного сельского общества из переселенцев, водворённых на участке Васисском в числе 20 семей, 45 мужского и 49 женского пола душ, с наименованием этого общества «Васисским» с причислением его к Седельниковской волости.
1 августа 1901 года посёлок передан в состав образованной Атирской волости.
В 1903 году посёлок располагался при речке Васис на просёлочной дороге. Насчитывалось 30 дворов.
В 1906 году открыто министерское училище.
В 1909 году посёлок располагался на расстоянии 615 верстах от губернского города, 67 верстах от уездного города, камеры мирового судьи и приставского участка, базара, 37 верстах от волостного правления и приходской церкви, врачебного (фельдшерского) пункта, 8 верстах от школы официальной. Имелся хлебозапасный магазин.
На 1912 год имелась министерская школа.
В 1924 году присоединён к Знаменской волости.
В 1925 году в составе Знаменского района.
На 1926 года насчитывалось 43 хозяйства. Ближайшая железнодорожная станция располагалась в Называевской, речная пристань, почтово-телеграфное отделение, рынок сельскохозяйственных и промышленных продуктов в городе Таре. Имелась школа I ступени, сельский совет.
В 1929 году деревня вошла в Тарский район Тарского округа Сибирского края (с 1930 года — Западно-Сибирский край), с 1934 года в составе Знаменского района Омской области.
В 1930 году здесь было создано спецпоселение ссыльных, репрессированных граждан. Некоторые из них были раскулачены и высланы сюда из Кубанского округа.
В 1931 году действовал фельдшерский пункт.
20 декабря 1940 года с центром в селе Васисс образован Васисский район из частей Знаменского, Седельниковского, Тарского районов.
Район упразднён 1 февраля 1963 года, территория вошла в состав Тарского района.
На 1991 год село являлось бригадой колхоза «Красное Знамя».

## Население
- 1899 — 94 человека (45 м — 49 ж);
- 1903 — 179 человек (96 м — 83 ж);
- 1909 — 230 человек (112 м — 118 ж);
- 1926 — 229 человек (110 м — 119 ж).

| 1926 | 1959  | 2002 | 2010 |
| ---- | ----- | ---- | ---- |
| 229  | ↗1346 | ↘531 | ↘360 |